# Branko Đonović
Branko Đonović (srbsko Бранко Ђоновић), srbski komunist, grafik in narodni heroj, * 25. april 1916, † 29. junij 1944.
Deloval je v Ilegalni tiskarni CK KPJ v Beogradu, vse dokler ta ni bila izdana in ubit.